# Wake Me Up (canción de Girls Aloud)
«Wake Me Up» —en español: «Despiértame» es una canción interpretada por la banda Pop británica Girls Aloud salida de su segundo álbum de estudio What Will the Neighbours Say?. la canción fue escrita por Miranda Cooper, Brian Higgins y su equipo de producción Xenomania, y producida por Higgins y Xenomania. La letra de la canción tiene una temática de noche fiestera, y es acompañada un riff de guitarra de Rock de Garaje "Wake Me Up" fue lanzado como sencillo en febrero de 2005. Fue el primer sencillo de la banda que quedó por fuera del Top 3 quedando en el puesto #4 en las listas Británicas. UK Singles Chart.

## Antecedentes y composición
La canción es definida por un riff de guitarra al estilo Rock de Garaje  acompañada de un ritmo acelerado, típica melodía de una canción Pop rock aunque Wake Me Up tiene un poco de electropop. La canción tiene raros efecto de sonidos, siendo comparada con sonidos electrónicos más fuertes como el de Aphex Twin. A su vez la canción obtuvo una pequeña controversia ya que la letra de la canción toca temas como la embriaguez y nombra bebidas como  Margarita por esta razón regrabó la canción para hacer la un poco más apta para niños, aunque la temática continuo girando hacia la embriaguez,

## Formatos y remixes
| UK CD1 (Polydor / 9870425) 1. «Wake Me Up» — 3:27 2. «I'll Stand by You» (Gravitas Vocal Dub Mix Edit) — 6:26 UK CD2 (Polydor / 9870426) 1. «Wake Me Up» — 3:27 2. «Wake Me Up» (Tony Lamezma's Love Affair) — 7:01 3. «History» (Girls Aloud, Cooper, Higgins, Cowling, Jon Shave, Tim "Rolf" Larcombe, Lee) — 4:37 4. «Wake Me Up» (video) — 3:27 5. «Wake Me Up» (karaoke video) — 3:27 6. «Wake Me Up» (game) UK 7" (Polydor / 9870427) 1. «Wake Me Up» — 3:27 2. «Loving Is Easy» (Girls Aloud, Cooper, Higgins, Cowling, Lee) — 3:01 3. «Wake Me Up» (Gravitas Club Mix) — 5:29 | The Singles Boxset (CD8) 1. «Wake Me Up» — 3:27 2. «I'll Stand by You» (Gravitas Vocal Dub Mix Edit) — 6:26 3. «Wake Me Up» (Tony Lamezma's Love Affair) — 7:01 4. «History» — 4:37 5. «Loving Is Easy» — 3:01 6. «Wake Me Up» (Gravitas Club Mix) — 5:29 7. «Wake Me Up» (alternative version) — 3:27 8. «Wake Me Up» (video) — 3:27 9. «Wake Me Up» (karaoke video) — 3:27 10. «Wake Me Up» (game) |

## Posicionamiento en listas
| Listas (2005)                  | Posición |
| ------------------------------ | -------- |
| European Hot 100               | 13       |
| Irlanda (IRMA)                 | 6        |
| Reino Unido (UK Singles Chart) | 4        |